# شارلستون (رقصة)

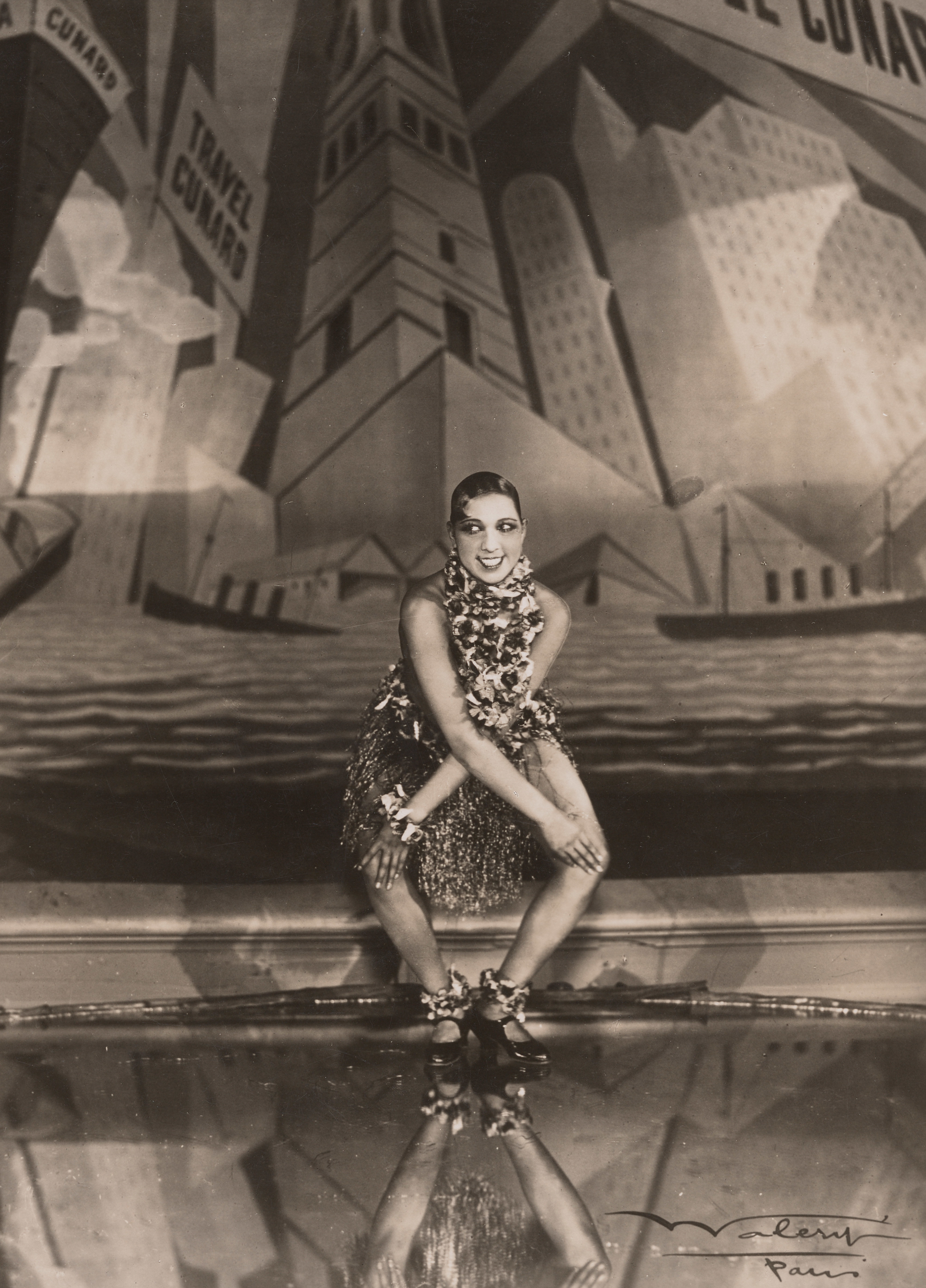
جوزفين بيكر وهي ترقص رقصة الشّارلستون - باريس، 1926 م.

الشَّرلِستون أو (نقحرة: شارلستون) رقصة زنجية الأصل تدين باسمها لمدينة تشارلستون بولاية كارولينا الجنوبية بالولايات المتحدة الأميركية حيث كانت نشأتها الأولى. راجت رواجاً كبيراً خلال العشرينات من القرن العشرين الميلادي.